# Protein G
Protein G ist ein Protein in der Zellwand von Bakterien der Gattung Streptococcus. Es hat je nach Streptococcus-Stamm eine Molekülmasse von etwa 58 bis 65 Kilodalton und besitzt am C-Terminus zwei oder drei homologe Bindungsdomänen mit hoher Affinität für die Fc-Region von Immunglobulinen des Isotyps IgG. Darüber hinaus bindet es über drei homologe Domänen N-terminal zur IgG-Bindungsregion auch an Albuminproteine. Am N-Terminus besitzt Protein G eine weitere Bindungsregion (Region E) für humanes Alpha-2-Globulin in der auch als s-Form bezeichneten nativen Konformation.

## Verwendung
Protein G wird, wie auch Protein A oder Protein A/G, in der Biochemie zur Proteinreinigung und Messung von Antikörpern verwendet. Rekombinant hergestelltes Protein G wird in der immunologischen Forschung zur Reinigung von IgG-Antikörpern mittels Affinitätschromatografie und zum Nachweis von IgG in Immunassays genutzt. Ferner wird es, gekoppelt an Sepharose, bei der Immunpräzipitation eingesetzt. Um für diese Anwendungen die Spezifität zu erhöhen, weist rekombinantes Protein G im Gegensatz zur natürlichen Form keine Bindungsstellen für Albumin auf. Die Molekülmasse der rekombinanten Form beträgt 30 bis 35 Kilodalton.
Bei der Reinigung werden mit einer Gelmatrix gefüllte Säulen verwendet, bei denen das Protein G fest an das Gel gebunden ist. Die zu reinigende Lösung, beispielsweise Kulturüberstand aus Hybridoma-Kulturen, wird mittels Schwerkraft oder Druck durch die Säule geleitet. Dabei binden die Immunglobuline an das Protein G in der Säule und werden so, im Gegensatz zum Rest der Lösung, zurückgehalten. Nach einem Waschen der Säule werden die Immunglobuline durch einen Puffer mit einem pH-Wert im sauren Bereich (2,0 bis 2,8) vom Protein G gelöst.
In Immunassays wird Protein G zur Detektion von Immunglobulinen genutzt. Am häufigsten wird dabei das Protein G mit Enzymen, mit Biotin oder mit Fluoreszenz-Farbstoffen markiert. Es ist in dieser Anwendung eine Alternative zu Anti-IgG-Antikörpern. Darüber hinaus werden für bestimmte Immunoassay-Anwendungen auch mit Protein G beschichtete Mikrotiterplatten verwendet, da auf diese Weise eine geordnete Ausrichtung der Antikörper an der Platte erreicht wird.
Da die dreidimensionale Struktur von Protein G detailliert mittels Kernresonanzspektroskopie und Proteinkristallographie aufgeklärt wurde, dient Protein G neben den genannten Anwendungen in der Immunologie auch als Modellsubstanz für die Entwicklung neuer Methoden in der Strukturaufklärung von Proteinen.

## Affinität für Immunglobuline
Die Bindungsstärke für die Subklassen IgG1, IgG2 und IgG4 von humanem IgG ist vergleichbar mit der von Protein A, im Gegensatz zu diesem bindet Protein G jedoch auch an IgG3. Für IgG-Antikörper der Maus ist die Bindung für IgG2a und IgG2b vergleichbar mit Protein A und für IgG1 und IgG3 stärker beim Protein G. Ratten-Immunglobuline aller Subklassen mit Ausnahme von IgG3 werden stärker von Protein G gebunden, da Protein A mit Ausnahme von IgG3 keine nennenswerte Affinität zu Ratten-Immunglobulinen aufweist. Für Ratten-IgG3 ist die Bindungsstärke beider Proteine vergleichbar.
IgG aus Meerschweinchen und Kaninchen wird von Protein G schwächer gebunden als von Protein A, die Bindungsstärke für Immunglobuline aus Schweinen und Affen ist vergleichbar. Für Immunglobuline aus Hamstern, Pferden, Kühen, Schafen und Ziegen ist die Affinität von Protein G stärker als die von Protein A.
Protein G weist keine nennenswerte Affinität für Immunglobuline der Klassen IgA, IgD, IgE, IgM oder IgY auf.